# D'Andre Bishop
D'Andre Bishop (Pares, Antigua y Barbuda, 2 de octubre de 2002) es un futbolista antiguano que juega como extremo en el All Saints United F. C. de la Primera División de Antigua y Barbuda. Es internacional con la selección de fútbol de Antigua y Barbuda.

## Carrera

### Clubes
| Club                     | País              | Año       |
| ------------------------ | ----------------- | --------- |
| Villa Lions F. C.        | Antigua y Barbuda | 2018-2019 |
| Ottos Rangers            | Antigua y Barbuda | 2019-2021 |
| 1. F. C. Mönchengladbach | Alemania          | 2021      |
| N. K. Belišće            | Croacia           | 2022-2023 |
| All Saints United F. C.  | Antigua y Barbuda | 2023-     |

### Selección nacional
Bishop jugó por primera vez en el escenario internacional en el Campeonato Masculino Sub-15 de CONCACAF 2017 en Bradenton, Florida.
Luego apareció para la selección nacional sub-17 durante la clasificación para el Campeonato Sub-17 de CONCACAF 2019, en particular anotando un doblete en su victoria por 7-0 contra Dominica el 5 de abril. Sin embargo, terminaron segundos en su grupo después de una derrota ante República Dominicana en la última jornada, por lo que no se clasificaron para la final.
En septiembre de 2019, fue llamado por primera vez a la selección absoluta de Antigua y Barbuda antes de la Liga de Naciones B de CONCACAF 2019-20. Hizo su debut el 6 de septiembre, reemplazando a Carl Osbourne durante su derrota por 6-0 ante Jamaica. Fue nombrado en el XI inicial en su partido contra Aruba tres días después, donde el joven de dieciséis años anotó en el minuto ocho para llevar a su país a su primera victoria en la Liga de las Naciones.

## Estadísticas
| Selección         | Año   | Partidos | Goles |
| ----------------- | ----- | -------- | ----- |
| Antigua y Barbuda | 2019  | 7        | 1     |
| Antigua y Barbuda | 2020  | 0        | 0     |
| Antigua y Barbuda | 2021  | 4        | 1     |
| Antigua y Barbuda | 2022  | 4        | 1     |
| Total             | Total | 15       | 3     |

### Goles internacionales
| N.º | Fecha                   | Sede                                                        | Adversario | Gol  | Resultado | Competencia                                        |
| --- | ----------------------- | ----------------------------------------------------------- | ---------- | ---- | --------- | -------------------------------------------------- |
| 1.  | 9 de septiembre de 2019 | Estadio Sir Vivian Richards, North Sound, Antigua y Barbuda | Aruba      | 1 –0 | 2-1       | 2019-20 CONCACAF Liga de Naciones B                |
| 2.  | 24 de marzo de 2021     | Estadio Ergilio Hato, Willemstad, Curazao                   | Montserrat | 2 –2 | 2–2       | Clasificación para la Copa Mundial de la FIFA 2022 |
| 3.  | 12 de junio de 2022     | Estadio Antonio Maceo, Santiago de Cuba, Cuba               | Cuba       | 1 –2 | 1–3       | 2022-23 CONCACAF Liga de Naciones B                |